# Alverca do Ribatejo
Alverca do Ribatejo è un centro abitato, ex freguesia (frazione) portoghese del comune di Vila Franca de Xira, nel distretto di Lisbona. Si estende per un'area di 17,89 km² e registra una popolazione di 29 086 abitanti, secondo il censimento del 2001.
Soprannominata la città verde per l'elevata concentrazione di parchi e spazi verdi, Alverca è un importante snodo automobilistico e ferroviario. Notevole la "Igreja dos Pastorinhos", una chiesa risalente al 1687.
Stretto il suo legame con la storia dell'aviazione portoghese. Ospitò, infatti, il primo aeroporto militare portoghese, nel 1919, nonché il primo aeroporto civile internazionale di tutto il Portogallo, che servì la città di Lisbona fino all'inaugurazione del Aeroporto di Lisbona-Portela avvenuta nel 1940.

## Patrimonio culturale
- Portas de Lisboa
- Pelourinho manuelino
- Núcleo Museológico de Alverca
- Museu do Ar
- Igreja dos Pastorinhos
- Igreja de São Pedro
- Igreja da Misericórdia
- Marco de Légua, EN. 12-1ª, km. 16,850 ou Marco da IV Légua
- Marco de Légua, EN. 12-1ª, km. 29,270 ou Marco da VI Légua

## Sport
La città è sede della squadra calcistica del Futebol Clube de Alverca, per diverse stagioni presente nella massima divisione portoghese.